# Canton de Clermont-Ferrand-2
Le canton de Clermont-Ferrand-2 est une circonscription électorale française du département du Puy-de-Dôme.

## Histoire
Un nouveau découpage territorial du Puy-de-Dôme entre en vigueur à l'occasion des élections départementales de 2015. Il est défini par le décret du 21 février 2014, en application des lois du 17 mai 2013 (loi organique 2013-402 et loi 2013-403). Les conseillers départementaux sont, à compter de ces élections, élus au scrutin majoritaire binominal mixte. Les électeurs de chaque canton élisent au Conseil départemental, nouvelle appellation du Conseil général, deux membres de sexe différent, qui se présentent en binôme de candidats. Les conseillers départementaux sont élus pour 6 ans au scrutin binominal majoritaire à deux tours, l'accès au second tour nécessitant 12,5 % des inscrits au 1er tour. En outre la totalité des conseillers départementaux est renouvelée. Ce nouveau mode de scrutin nécessite un redécoupage des cantons dont le nombre est divisé par deux avec arrondi à l'unité impaire supérieure si ce nombre n'est pas entier impair, assorti de conditions de seuils minimaux. Dans le Puy-de-Dôme, le nombre de cantons passe ainsi de 61 à 31.
Le canton de Clermont-Ferrand-2 est formé d'une fraction de la commune de Clermont-Ferrand. Il est entièrement inclus dans l'arrondissement de Clermont-Ferrand. Le bureau centralisateur est situé à Clermont-Ferrand.

## Représentation
| Période élective | Période élective | Mandat | Mandat   | Identité                  | Nuance | Nuance | Qualité |
| ---------------- | ---------------- | ------ | -------- | ------------------------- | ------ | ------ | --- |
| 2015             | 2021             | 2015   | 2021     | Gérald Courtadon          |        | DVG    | Permanent associatif 11e vice-président chargé de l'habitat et du logement (charte de l'habitat, observatoire de l'habitat, maison de l'habitat, urbanisme) |
| 2015             | 2021             | 2015   | 2021     | Manuela Ferreira De Sousa |        | PS     | Agent de passage aéroport, adjointe au maire de Clermont-Ferrand puis de Montferrand                                                                        |
| 2021             | 2028             | 2021   | en cours | Gérald Courtadon          |        | DVG    | Conseiller sortant, membre de Génération.s |
| 2021             | 2028             | 2021   | en cours | Manuela Ferreira de Sousa |        | PS     | Conseillère sortante |

### Résultats détaillés

#### Élections de mars 2015
À l'issue du 1er tour des élections départementales de 2015, deux binômes sont en ballottage : Gérald Courtadon et Manuela Ferreira De Sousa (PS, 25,63 %) et Louis Coustes et Delphine Perry (Union de la Droite, 21,99 %). Le taux de participation est de 41,82 % (5 261 votants sur 12 579 inscrits) contre 52,8 % au niveau départemental et 50,17 % au niveau national.
Au second tour, Gérald Courtadon et Manuela Ferreira De Sousa (PS) sont élus avec 56,64 % des suffrages exprimés et un taux de participation de 40,8 % (2 576 voix pour 5 132 votants et 12 579 inscrits).
Gérald Courtadon a adhéré à Génération·s, le mouvement de Benoît Hamon. Groupe La Gauche 63, opposition départementale.

#### Élections de juin 2021
Le premier tour des élections départementales de 2021 est marqué par un très faible taux de participation (33,26 % au niveau national). Dans le canton de Clermont-Ferrand-2, ce taux de participation est de 26,53 % (3 189 votants sur 12 021 inscrits) contre 36,11 % au niveau départemental. À l'issue de ce premier tour, deux binômes sont en ballottage : Gérald Courtadon et Manuela Ferreira de Sousa (Union à gauche, 37,66 %) et Jocelyne Bouquet et Pierre Langeron-Saez (REM, 24,22 %).
Le second tour des élections est marqué une nouvelle fois par une abstention massive équivalente au premier tour. Les taux de participation sont de 34,36 % au niveau national, 37,4 % dans le département et 27,21 % dans le canton de Clermont-Ferrand-2. Gérald Courtadon et Manuela Ferreira de Sousa (Union à gauche) sont élus avec 58,72 % des suffrages exprimés (1 684 voix pour 3 271 votants et 12 021 inscrits),,.

## Composition
| Nom                                      | Code Insee | Intercommunalité            | Superficie (km2) | Population (dernière pop. légale)                 | Densité (hab./km2) | Modifier                                    |
| ---------------------------------------- | ---------- | --------------------------- | ---------------- | ------------------------------------------------- | ------------------ | ------------------------------------------- |
| Clermont-Ferrand (bureau centralisateur) | 63113      | Clermont Auvergne Métropole | 42,67            | Fraction : 25 251 (2022) Commune : 147 751 (2022) | 3 463              | modifier les données · modifier les données |
| Canton de Clermont-Ferrand-2             | 6311       |                             |                  | 25 251 (2022)                                     |                    | modifier les données                        |

Le canton de Clermont-Ferrand-2 comprend la partie de la commune de Clermont-Ferrand située à l'est de l'axe des voies et limites suivantes : depuis la limite territoriale de la commune de Lempdes, avenue de Brézet, avenue de l'Agriculture, boulevard Saint-Jean, boulevard Ambroise-Brugière, ligne de chemin de fer jusqu'à l'intersection avec la rue du Moulin-des-Trois-Roues, boulevard Vincent-Auriol, boulevard Léon-Jouhaux, boulevard Etienne-Clémentel, rue Robert-Marchadier, rue de la Grolière, rue du Clos-Four, rue de Cataroux, avenue de la République, rue de Châteaudun, avenue de l'Union-Soviétique, esplanade de la Gare, avenue Carnot, ligne de chemin de fer d'Ussel à Clermont-Ferrand, boulevard La Fayette, boulevard Jacques-Bingen, boulevard Gustave-Flaubert, boulevard Robert-Schumann, rue Ernest-Cristal, jusqu'à la limite territoriale de la commune d'Aubière.

## Démographie
En 2022, le canton comptait 25 251 habitants, en évolution de +5,3 % par rapport à 2016 (Puy-de-Dôme : +2,1 %, France hors Mayotte : +2,11 %).
| 2013   | 2018   | 2022   |
| ------ | ------ | ------ |
| 24 700 | 24 754 | 25 251 |